# Risografía

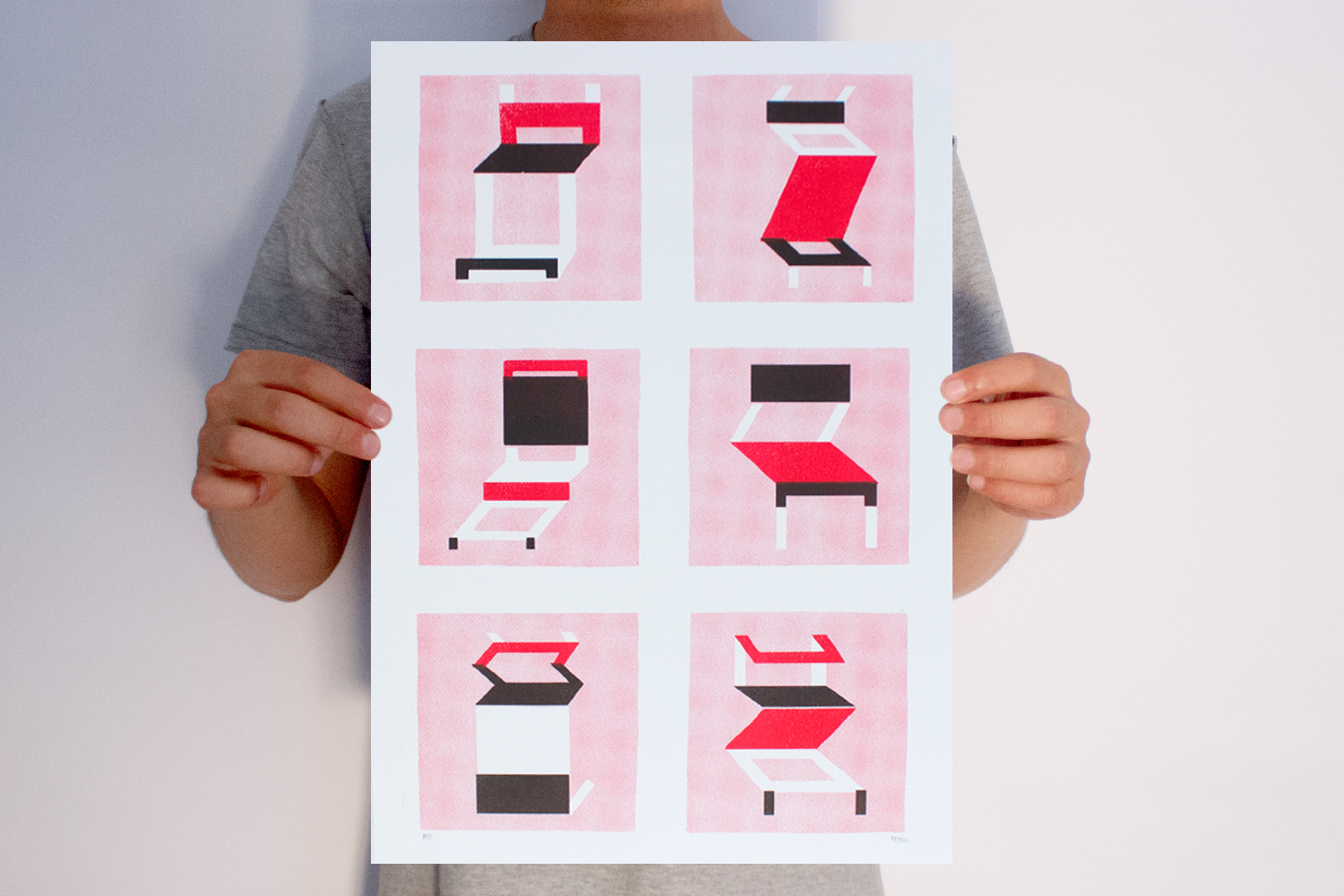
Impresión risográfica en dos colores en formato A3.

La risografía es un sistema de impresión digital de alta velocidad fabricado por Riso Kagaku Corporation. Fue diseñado principalmente para realizar grandes tiradas de fotocopias e impresiones. Fue lanzada en Japón en agosto de 1986. A menudo se conoce como duplicadora digital o impresora-duplicadora, ya que los modelos más nuevos pueden usarse como impresora conectada a un ordenador y como duplicadora autónoma. Imprimir o duplicar numerosas copias (generalmente más de 20) con la misma imagen resultaba normalmente mucho más económico que una fotocopiadora, impresora láser o de inyección de tinta convencionales.

## Funcionamiento
La tecnología en la que se basa es muy similar a la mimeografía. Esta trae consigo varios procesos que han sido previamente llevados a cabo de forma manual, por ejemplo la Riso Print Gocco o el sistema Gestetner. También es comparable, aunque menos directamente con la serigrafía.
El original es escaneado por la máquina y se crea un "master" o plantilla en el que mediante un sistema térmico se realizan pequeños agujeros correspondientes a las zonas de la imagen. Este "master" envuelve a continuación el tambor de tinta y esta pasa a través de los pequeños agujeros. El papel pasa por el interior de la máquina mientras el tambor gira a gran velocidad, obteniéndose las impresiones.
La simplicidad de esta tecnología la hace muy fiable comparada con una fotocopiadora estándar y permite una gran velocidad de impresión así como costes reducidos. Las máquinas están diseñadas para realizar 100 000 "masters" y 5 000 000 de copias en todo su periodo de actividad.
El cabezal creador del "master" es fabricado por Toshiba. Máquinas similares a las Riso son fabricadas por Ricoh, Gestetner, Rex Rotary Nashuatec y Duplo. Gestetner, Rex Rotary y Nashuatec son ahora propiedad de Ricoh.
Debido a que el proceso utiliza tinta líquida - como la impresión offset - y no requiere calor para fijar la imagen al papel - como una fotocopiadora o una impresora láser - las impresiones pueden ser tratadas como cualquier material impreso. Esto quiere decir que las impresiones realizadas en risografía pueden volver a imprimirse en una impresora láser, o viceversa.
Las máquinas Riso tienen normalmente tambores de color intercambiables que permiten imprimir en diferentes colores usando tintas planas repetidas veces sobre la misma impresión. El modelo Riso MZ tiene dos tambores de tinta, lo que permite imprimir dos colores de una misma pasada.

## Uso funcional
La risografía es usada de forma generalizada en escuelas, universidades, campañas políticas y otros trabajos que requieren plazos cortos cubre el espacio entre una fotocopiadora estándar (que es más barata a partir de 50 copias) y la impresión a gran escala (más barata si supera las 10 000 copias).
Aunque se mantiene su uso, la risografía va dejando de usarse para reproducción de estos documentos, desbancada por máquinas digitales más económicas y los medios digitales.

## Uso artístico
En los últimos años la risografía ha llamado la atención de impresores y artistas, especialmente en circuitos independientes y relacionados con la autoedición, dadas las cualidades técnicas y plásticas que ofrece. Las tintas planas de colores vivos muy diversos, la calidez en los acabados, ciertas imperfecciones en la uniformidad y el registro que dan un toque especial, así como precios bastante asequibles, son algunas de ellas.

## Estudios destacados en España
- Raum press, Salamanca.
- Per(r)ucho Risograph, Valencia.
- Último Mono, Sevilla.
- Sandwich Mixto, Madrid.
- Jumbo Press, Barcelona.
- Medalariso, Barcelona.
- Dotheprint, Barcelona.
- Another Press, Bilbao.
- Bolboreta Press, Zaragoza.
- Laconcongrelos, A Coruña.